# Sainte-Clotilde (Québec)
Pour les articles homonymes, voir Sainte-Clotilde.
Sainte-Clotilde est une municipalité dans la municipalité régionale de comté Les Jardins-de-Napierville au Québec (Canada), située dans la région administrative de la Montérégie,.

## Toponymie
En 2010, la Municipalité de paroisse de Sainte-Clotilde-de-Châteauguay change son nom et son statut pour « Municipalité de Sainte-Clotilde ».
L'origine du nom de cette municipalité serait due à la reine des Francs, Clotilde (vers 475-545), épouse de Clovis. Le choix de ce nom fut peut-être influencé par la ville septentrionale, Saint-Rémi, rendant hommage à Remi, évêque de Reims, qui baptisa l'époux de Clotilde.

## Histoire
Les premières constructions européennes notables sur le territoire de Sainte-Clotilde remontent à l'année 1821 où une église presbytérienne, l'église Beechridge, est bâtie pour accueillir les colons écossais, irlandais et anglais. Peu après, en 1829, un moulin à farine hydraulique est construit sur le ruisseau Norton.
La paroisse de Sainte-Clotilde n'est toutefois érigée canonique qu'en 1884 des suites de la cession d'une partie du territoire de Saint-Chrysostome. C'est l'année suivante que la municipalité de paroisse fut promulguée sous le nom de Sainte-Clothilde, quelques mois après l'inauguration de la première église catholique du secteur. Étant la proie des flammes, celle-ci doit cependant être reconstruite au cours de l'année 1885. La paroisse ne commence qu'à être desservie par le réseau d'électricité qu'en 1921.
En 1984, la municipalité de la paroisse de Sainte-Clothilde est renommée en Sainte-Clotilde-de Châteauguay, sans « h ». Le 6 février 2010, la municipalité de la paroisse de Sainte-Clotilde-de-Châteauguay, change son nom et son statut pour municipalité de Sainte-Clotilde,.

## Géographie
Le ruisseau Norton(d), un affluent de la rivière des Anglais, traverse la municipalité du sud-est au nord-ouest.

## Démographie
| 1991  | 1996  | 2001  | 2006  | 2011  | 2016  | 2021  |
| ----- | ----- | ----- | ----- | ----- | ----- | ----- |
| 1 524 | 1 595 | 1 558 | 1 608 | 1 704 | 1 622 | 2 646 |

## Administration
Les élections municipales se font en bloc et suivant un découpage de six districts.
| Sainte-Clotilde Maires depuis 2005                                                                                   |                  | |          |
| Élection | Maire            | Qualité | Résultat |
| 2005 | Clément Lemieux  | | Voir     |
| 2009 | Clément Lemieux  | Voir |          |
| 2013 | Clément Lemieux  | Voir |          |
| 2017 | André Chenail    | Maire de Sainte-Clotilde de 1982-1989. Candidat défait à la mairie en 2013 Député libéral de Beauharnois-Huntingdon et d'Huntingdon (1989-2007) Administration de la CMQ (juil.-sept. 2020) | Voir     |
| janv. 2021 | Guy-Julien Mayné | Conseiller (2020-2021) Administration de la CMQ (juin-nov. 2021) | Voir     |
| 2021 | Guy-Julien Mayné | Conseiller (2020-2021) Administration de la CMQ (juin-nov. 2021) | Voir     |
| Élection partielle en italique Depuis 2005, les élections sont simultanées dans toutes les municipalités québécoises |                  | |          |